# Vins de qualité produits dans des régions déterminées

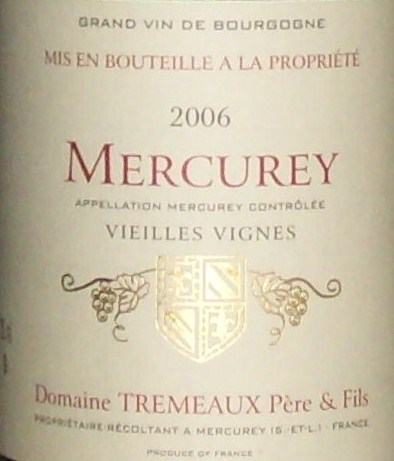
Étiquette de Bourgogne faisant figurer toutes les indications d'origine

Le terme Vin de qualité produit dans une région déterminée (VQPRD) a désigné, entre 1970 et 2009, certains vins produits sur le territoire de l'Union européenne. L'Europe divisait, pendant cette période, les vins en deux catégories : les « VQPRD » et les « Vins de table ».
La mise en place, le 1er août 2009, de la réforme de l'organisation commune du marché vitivinicole, impose une nouvelle hiérarchie qui classe les vins en appellation d'origine protégée (AOP), indication géographique protégée (IGP) et vin sans indication géographique (VSIG). 

## Dénomination par pays
L'indication VQPRD regroupait et concernait certaines appellations d'origine de différents États européens :
- Allemagne : Qualitätswein, Qualitätswein garantierten Ursprungs et Qualitätswein mit Prädikat ;
- Autriche : Qualitätswein, Kabinettwein, Prädikatswein, Spätlesewein, Auslesewein, Beerenauslesewein, Ausbruchwein, Trockenbeerenauslesewein, Eiswein, Strohwein, Schilfwein et Districtus Austria Controllatus (DAC) ;
- Belgique : Gecontroleerde oorsprongsbenaming et Appellation d'origine contrôlée (AOC) ;
- Bulgarie : Гарантирано наименование за произход (ГНП) ;
- Chypre : Οίνος Ελεγχόμενης Ονομασίας Προέλευσης (ΟΕΟΠ) ;
- Espagne : Denominación de Origen Calificada (DOCa), Denominació d'Origen Qualificada (DOQ), Denominación de Origen (DO), Denominació d'Origen (DO), Denominación de Orixe (DO) et Jatorrizko Deitura (JD) ;
- France : Appellation d'origine contrôlée (AOC) et Appellation d'origine vin délimité de qualité supérieure (AOVDQS) ;
- Grèce : Ονομασία προελεύσεως ελεγχόμενη (ΟΠΕ) (dénomination d'origine contrôlée) et Ονομασία προελεύσεως ανωτέρας ποιότητος (ΟΠΑΠ) (dénomination d'origine de qualité supérieure) ;
- Hongrie : Minőségi bor et Különleges minőségű bor ;
- Italie : Denominazione di origine controllata (DOC), Denominazione di origine controllata e garantita (DOCG), Denominazione di origine protetta (DOP), Kontrollierte Ursprungsbezeichnung (Tyrol du Sud) et Kontrollierte und garantierte Ursprungsbezeichnung (Tyrol du Sud) ;
- Luxembourg : Marque nationale, Appellation contrôlée et Appellation d'origine contrôlée (AOC) ;
- Portugal : Denominação de origem (DO), Denominação de Origem Controlada (DOC) et Indicação de Proveniência Regulamentada (IPR) ;
- République tchèque : pozdní sběr, archivní víno et panenské víno ;
- Roumanie : Vin cu denumire de origine controlată (DOC) ;
- Royaume-Uni : English vineyard quality wine psr et Welsh vineyard quality wine psr.

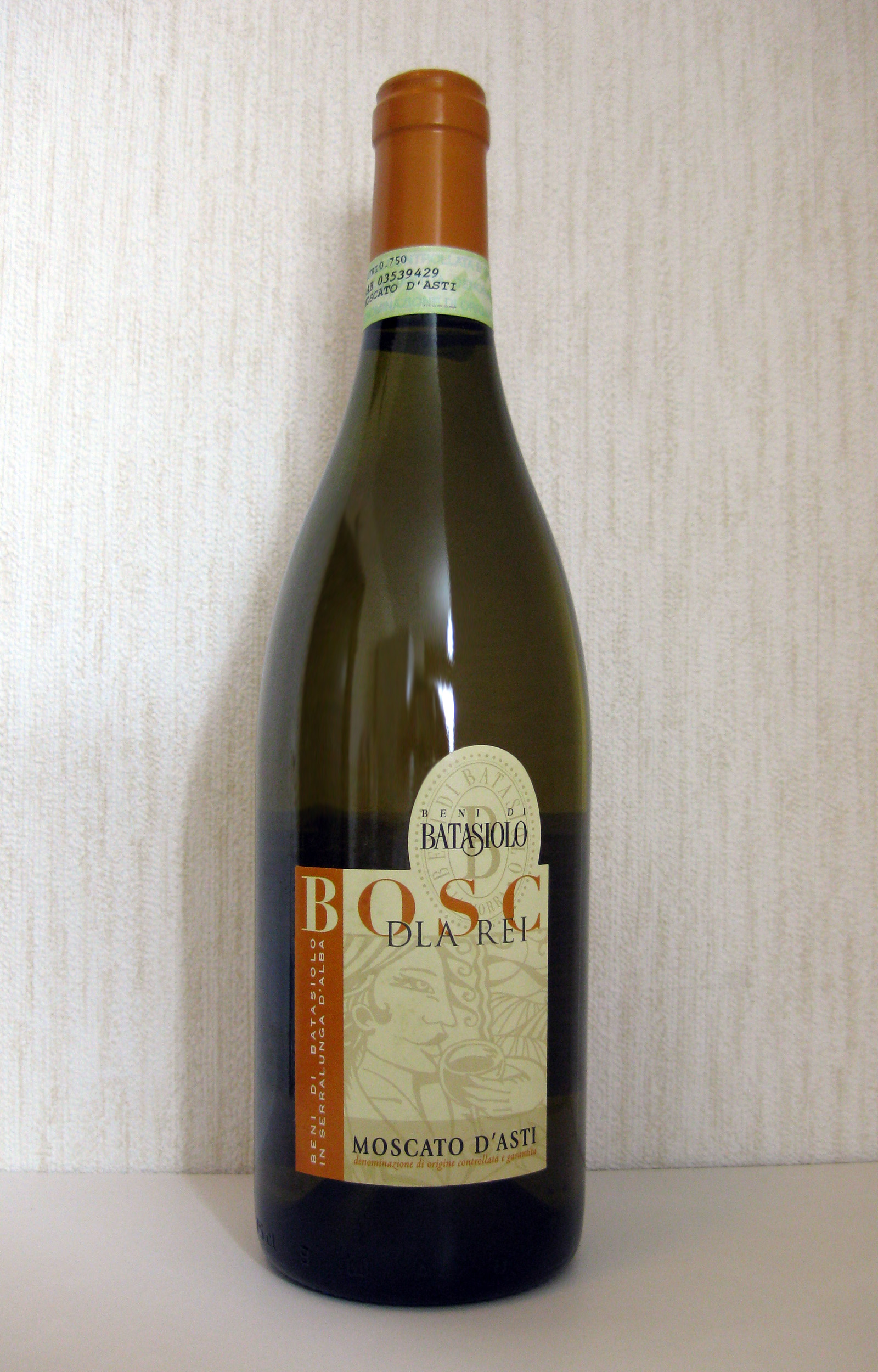
Moscato d'Asti (Italie)
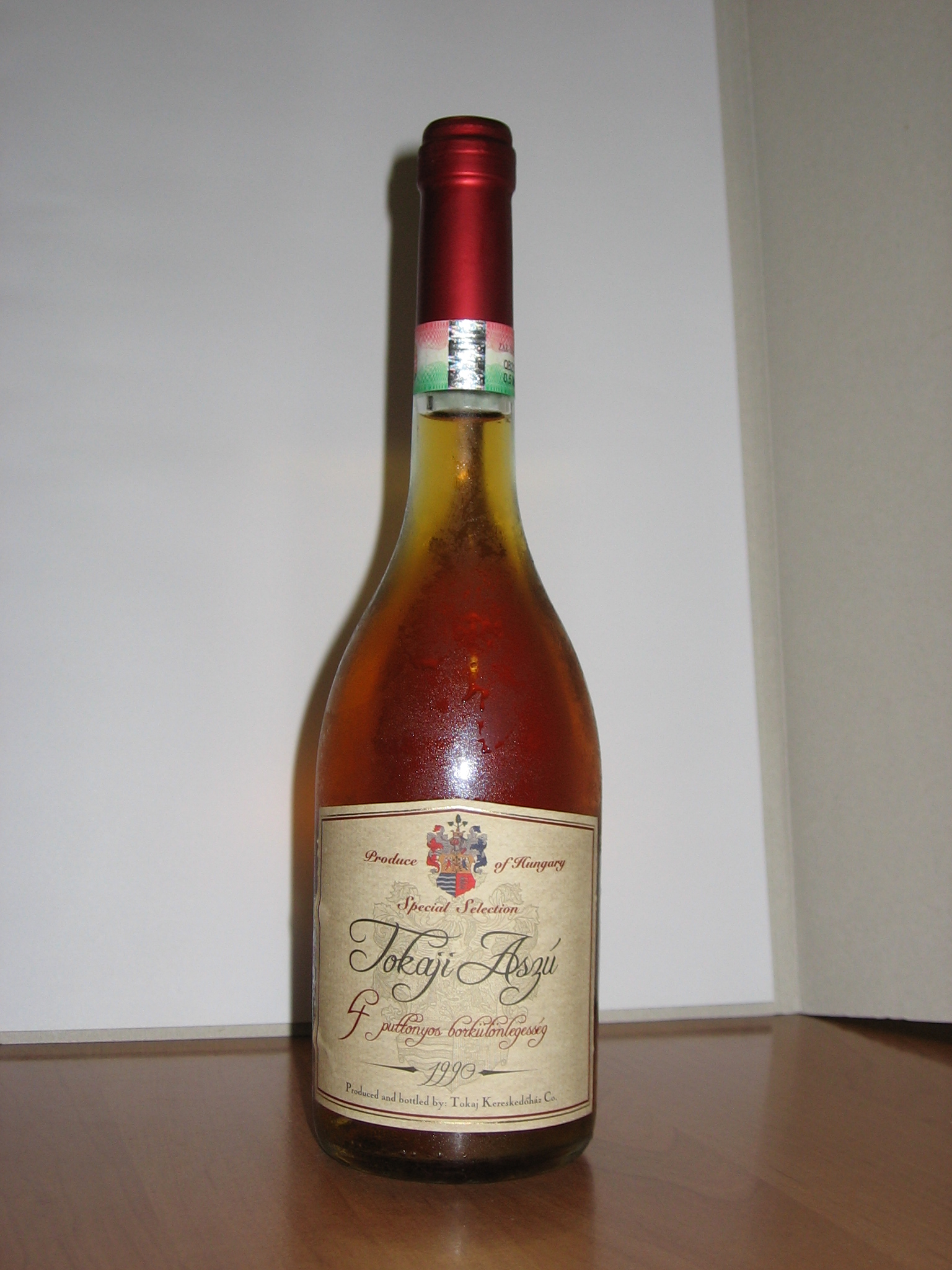
Tokay aszu (Hongrie)
Naoussa rouge (Grèce)
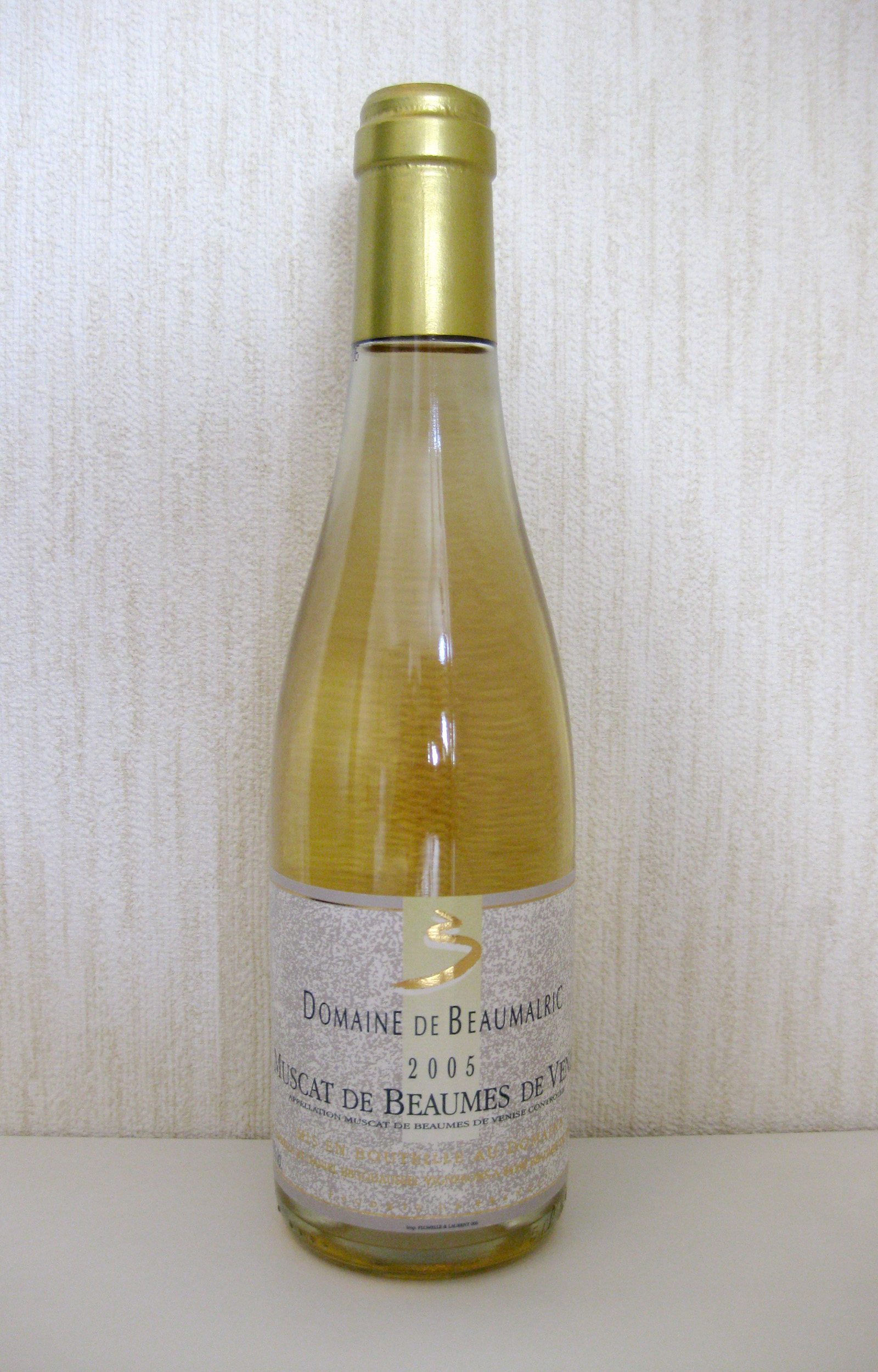
Muscat de Beaumes-de-Venise (France)
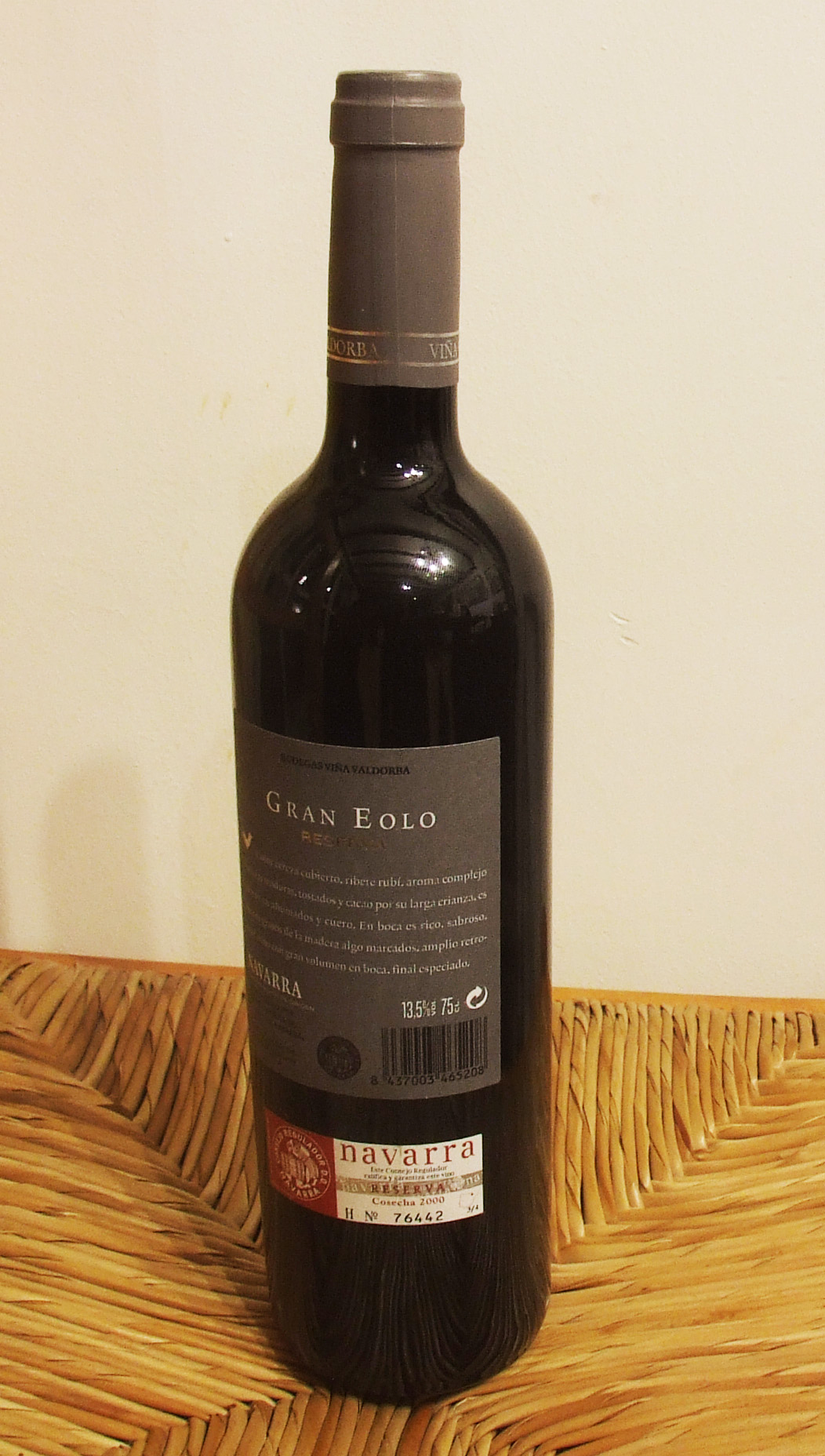
Navarra rouge (Espagne)

## Objectifs réglementaires
À partir de 2000, la réglementation européenne, précisait les domaines dans lesquels les États membres devaient prendre des dispositions spécifiques : 
- les listes d'agrément des variétés de vigne ;
- le cadastre viticole ;
- les méthodes de régulation de l'enrichissement et l'édulcoration des vins ;
- la détermination d'un degré minimal et maximal d'alcool ;
- le rendement par hectare des vignobles ;
- l'analyse des vins et leur évaluation organoleptique ;
- se porter garant que les caractéristiques de la production, de la vinification et du développement sont conformes à la législation ;
- les conditions dans lesquelles les vins de qualité non agréé sera rétrogradé au statut de vin de table.

## Autres appellations d'origine
Hors de l'Union européenne, les autres pays utilisant des dénominations notifiant l'origine sont :
- Afrique du Sud : Wine of Origin (WO) ;
- Algérie : Appellation d'origine garantie (AOG) ;
- Argentine : Denominación de Origen Controlada (DOC) et Indicación Geográfica (IG) ;
- Australie : Geographical Indication (GI) ;
- Brésil : Denominação de Origem (DO) et Indicação de Procedência (IP) ;
- Canada : Vintners Quality Alliance (VQA) ;
- Chili : Denominación de Origen de Región Vitícola ;
- États-Unis : American Viticultural Area (AVA) ;
- Maroc : Appellation d'origine contrôlée (AOC) et Appellation d'origine garantie (AOG) ;
- Mercosur : Denominación de Origen Reconocida[5] et Indicación Geográfica Reconocida ;
- Nouvelle-Zélande : Geographical Indication (GI) ;
- Saint-Marin : Identificazione d’Origine (IO) ;
- Suisse : Appellation d'origine contrôlée (AOC) ;
- Tunisie : Appellation d'origine contrôlée (AOC).

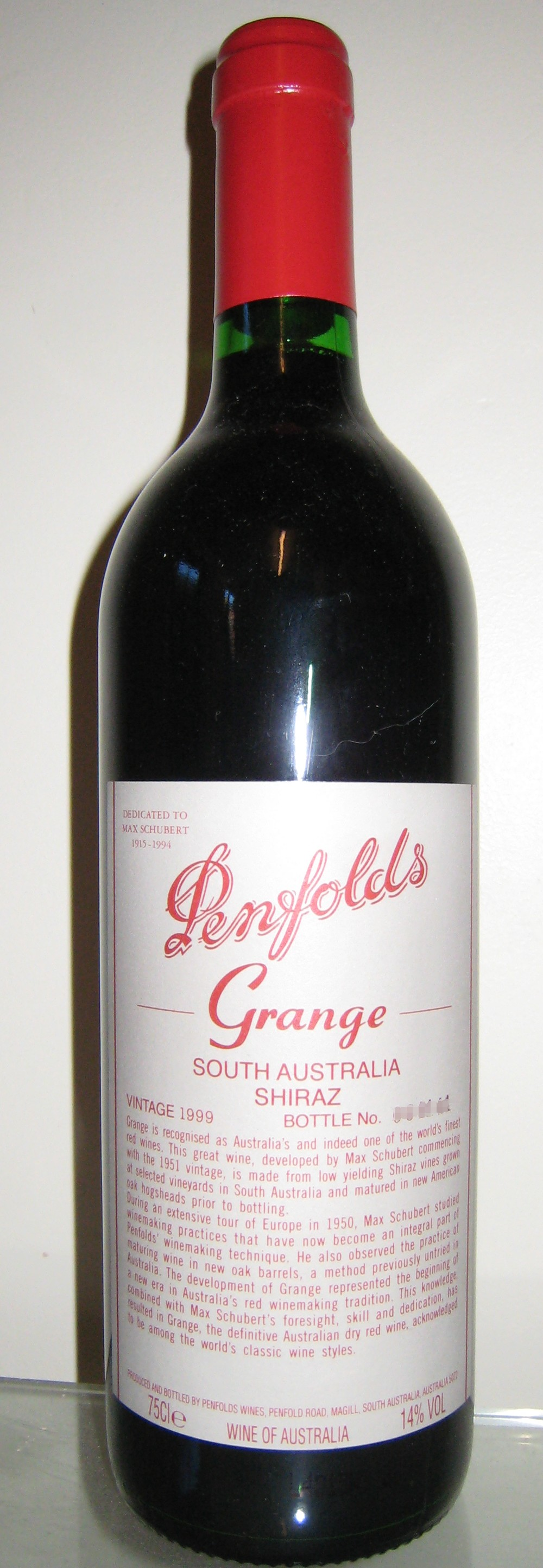
(Australie)
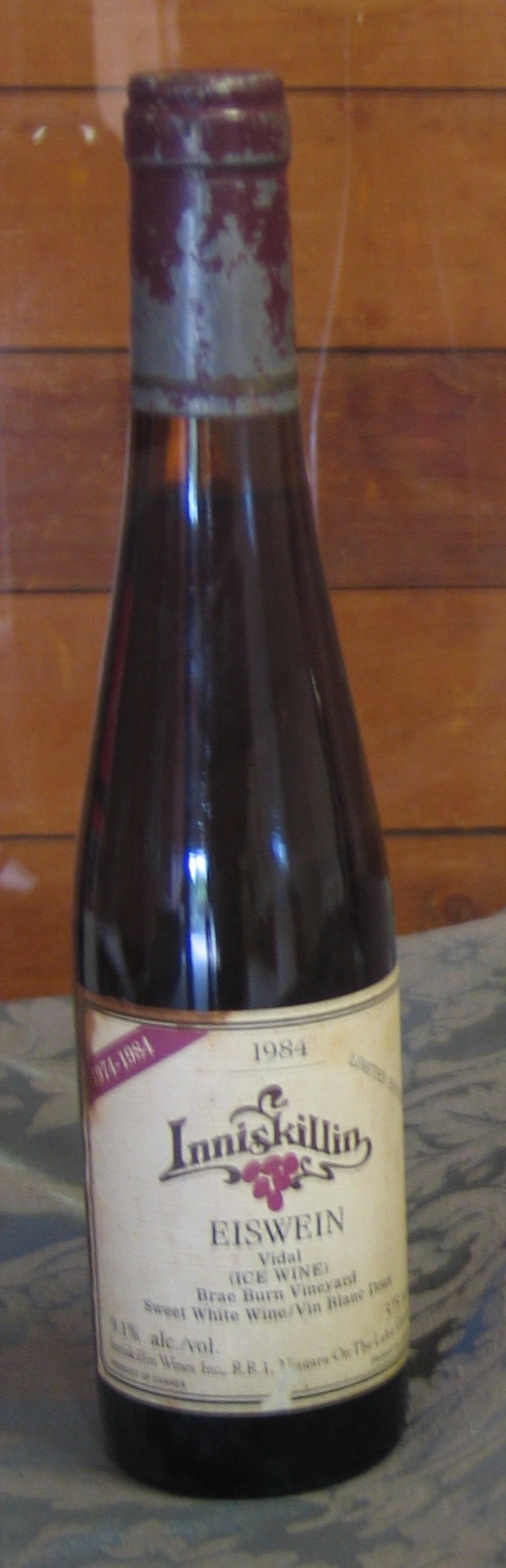
(Canada)
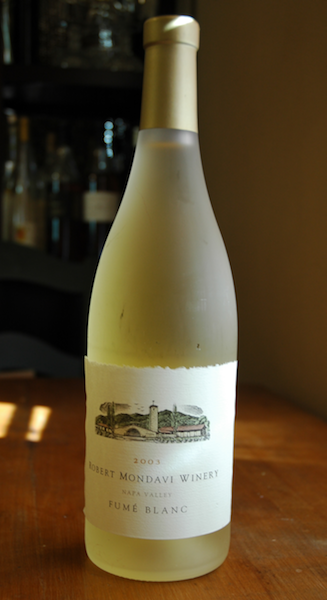
(États-Unis)
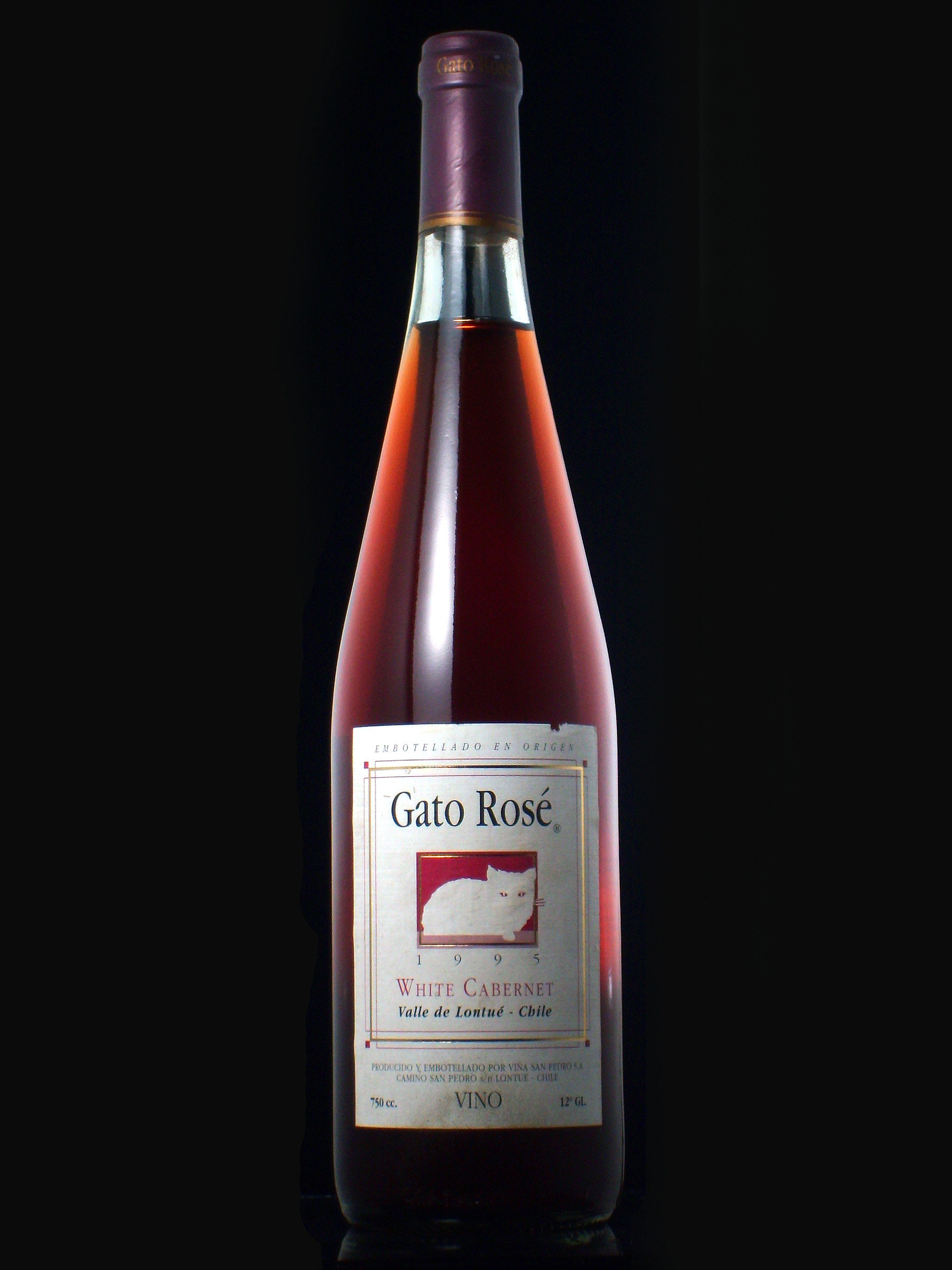
(Chili)